# Męczennicy z La Rochelle
Męczennicy z La Rochelle, również Męczennicy z Rochefort oraz Jan Chrzciciel Souzy i 63 Towarzyszy męczenników z więziennych statków w Rochefort w diecezji La-Rochelle (zm. od maja 1794 do lutego 1795 na statkach Deux-Associés i Washington koło wyspy Aix we Francji – francuscy prezbiterzy i zakonnicy, męczennicy rewolucji francuskiej, błogosławieni Kościoła katolickiego.
W czasie rewolucji francuskiej 17 września 1793 r. Konwent Narodowy uchwalił tzw. Dekret o podejrzanych, wymieniający potencjalnych wrogów rewolucji. Do tej kategorii zaliczeni zostali m.in. wszyscy duchowni odmawiający złożenia przysięgi na Konstytucję cywilną kleru. Chcąc pozbyć się tych „wrogów ludu” postanowiono wywieźć ich do jednego z terytoriów zamorskich Francji, takich jak Gujana. W związku z tym pomysłem od 11 kwietnia 1794 zaczęto zwozić aresztowanych księży do Rochefort i umieszczono ich na statkach cumujących w porcie. Początkowo wykorzystywano w tym celu statek Deux-Associés, ale w związku z jego przepełnieniem (na początku maja jego kapitan Jean Baptiste René Laly raportował, że ma już ponad 400 osób) na więzienie przystosowano kolejny okręt Washington. Statki te wcześniej były wykorzystywane do przewozu niewolników z Afryki, przy czym księży więziono w gorszych warunkach niż wcześniejszych niewolników (o których „dbano” na tyle, żeby przeżyli podróż i przynieśli zysk) – było ogromne zatłoczenie, zła żywność, brudna woda, ponadto strażnicy źle obchodzili się z więźniami, zaczęły szerzyć się choroby. 
W związku z blokadą angielską wokół Francji nie udało się wywieźć księży, chociaż próbowano zmienić miejsce docelowe (na Madagaskar, Maroko czy Mauretanię). Więźniowie byli przetrzymywani na statkach zakotwiczonych koło wyspy Aix przez wiele miesięcy. W pewnym momencie zaczęła również chorować załoga statków. Wtedy część więźniów przeniesiono na trzeci okręt l‘Indien, nie powstrzymało to już jednak epidemii. Z 829 uwięzionych zmarło 547 osób. Część z nich została pochowana na wyspie Aix, część na wyspie Madame. Po złagodzeniu terroru we Francji ocaleli zostali uwolnieni, ostatni więzień opuścił statki 12 kwietnia 1795 r.
Jan Paweł II beatyfikował 1 października 1995 r. 64 ofiary statków w Rochefort.

## Lista beatyfikowanych[1]
Prezbiterzy diecezjalni:
- Antoni Konstanty Auriel
- Antoni Bannassat
- Eliasz Leymarie de Laroche
- Filip Papon
- Florentyn Dumontet de Cardaillac
- Franciszek d’Oudinot de la Boissière
- Franciszek Hunot
- Franciszek Mayaudon
- Jakub Lombardie
- Jakub Morelle Dupas
- Jan Hunot
- Jan Chrzciciel de Bruxelles
- Jan Chrzciciel Laborie du Vivier
- Jan Chrzciciel Ménestrel
- Jan Chrzciciel Vernoy de Montjournal
- Jan Chrzciciel Souzy
- Jan Franciszek Jarrige de la Morelie de Breuil
- Jerzy Edmund René
- Józef Marchandon
- Karol Arnold Hanus
- Klaudiusz Dumonet
- Klaudiusz Laplace
- Klaudiusz Barnaba Laurent de Mascloux
- Ludwik Wulphy Huppy
- Marceli Gaucher Labiche de Reignefort
- Michał Bernard Marchand
- Mikołaj Tabouillot
- Natalis Hilary le Conte
- Piotr Gabilhaud
- Piotr Jarrige de la Morelie de Puyredon
- Piotr Arediusz Labrouhe de Laborderie
- Piotr Józef Le Groing de la Romagère
- Piotr Michał Noël
- Rajmund Petiniaud de Jourgnac
- Scypion Hieronim Brigeat Lambert
- Sebastian Lupus Hunot

Zakonnicy:
Benedyktyni :
- Bartłomiej Jarrige de la Morelie de Biars
- Klaudiusz Richard
- Ludwik Franciszek Lebrun

Dominikanin:
- Tomasz Rehm (Jan Jerzy)

Eudysta:
- Karol Antoni Mikołaj Ancel

Franciszkanie konwentualni:
- Ludwik Armand Józef Adam
- Mikołaj Savouret

Jezuici:
- Jan Mikołaj Cordier
- Józef Imbert

Kanonik regularny:
- Gabriel Pergaud

Kapucyni:
- Jan Bourdon
- Jan Chrzciciel Ksawery Loir
- Sebastian François (Franciszek)

Karmelici:
- Hubert od św. Klaudiusza Gagnot (Jakub)
- Jakub Retouret
- Leonard Duverneuil (Jan Chrzciciel)
- Michał Ludwik Brulard

Kartuzi:
- Klaudiusz Beguignot
- Łazarz Tiersot

Lasalianie:
- Jan Chrzciciel Guillaume
- Leon Mopinot (Jan)
- Roger Faverge (Piotr Sulpicjusz Krzysztof)

Trapiści:
- Eliasz Desgardin (Augustyn Józef)
- Gerwazy Protazy Brunel
- Paweł Jan Charles

Sulpicjanie:
- Józef Juge de Saint-Martin
- Karol Renat Collas du Bignon
- Klaudiusz Józef Jouffret de Bonnefont